# Elton John (альбом)
Елтон Джон — музичний альбом Елтона Джона. Виданий 10 квітня 1970 у Британії і 22 липня 1970 в США. Загальна тривалість композицій становить 39:59.

### Список пісень
1. «Your Song» — 4:02
2. «I Need You to Turn To» — 2:35
3. «Take Me to the Pilot» — 3:48
4. «No Shoestrings on Louise» — 3:31
5. «First Episode at Hienton» — 4:48
6. «Sixty Years On» — 4:55
7. «Border Song» — 3:22
8. «The Greatest Discovery» — 4:12
9. «The Cage» — 3:28
10. «The King Must Die» — 5:04

#### Додаткові треки (перевидання альбому 1995)
1. «Bad Side of the Moon» — 3:15
2. «Grey Seal» (Original version) — 3:35
3. «Rock n' Roll Madonna» — 4:17

## Хіт-паради
Альбом
| Рік  | Хіт-парад               | Позиція |
| ---- | ----------------------- | ------- |
| 1970 | UK album chart          | 5       |
| 1971 | US Billboard Pop Albums | 4       |